# Crépy-en-Valois
Crépy-en-Valois /kʁeˈpi ɑ̃ vaˈlwa/ è un comune francese di 14 133 abitanti situato nel dipartimento dell'Oise della regione dell'Alta Francia.

## Società

### Evoluzione demografica
Abitanti censiti

## Amministrazione

### Gemellaggi
- Zell-Mosel
- Antoing
- Plonsk